# Rezerwat przyrody Zimny Dół
Rezerwat przyrody Zimny Dół – rezerwat przyrody w miejscowości Czułów (w jej części zwanej Skałami) na terenie gminy Liszki w województwie małopolskim.
Jest to częściowy rezerwat przyrody nieożywionej, utworzony w 1991 r. na powierzchni zaledwie 2,22 ha.
Rezerwat obejmuje fragment orograficznie prawych zboczy górnej części doliny Zimny Dół. Podziwiać można tutaj duże głazy o bardzo stromych ścianach, miejscami tworzące labirynty skalne. W wielu miejscach na skałach występują charakterystyczne okapy. Wszystkie te formy powstały głównie w wyniku procesów krasowych. Krasowego pochodzenia są również jaskinie i schroniska, których w rezerwacie jest kilka: Długi Okap, Okap za Zerwą Pierwszy, Okap za Zerwą Drugi, Schronisko Małe w Zimnym Dole, Schronisko między Okapami. Przez uprawiających wspinaczkę skalną i bouldering skały rezerwatu podzielono na grupy, którym nadano nazwy: Wielka Zerwa, Głazy, Kanion, Labirynt i Przełaz. Uprawianie wspinaczki w obrębie rezerwatu jest jednak zabronione.
Rezerwat jest dużą atrakcją nie tylko geologiczną, ale również przyrodniczą. Jego flora ma charakter naturalny. Aż na wierzchołki drzew wspinają się bardzo stare okazy kwitnącego bluszczu pospolitego (kwitnący bluszcz jest w Polsce rzadkością i podlega ochronie). Wiosną, przed rozwojem liści przez drzewa zakwitają w lesie całe łany przylaszczki pospolitej, zawilca gajowego, kokoryczy pełnej, a wśród nich zawilec żółty, miodunka ćma, szczyr trwały, zdrojówka rutewkowata, złoć żółta i inne. Na terenie rezerwatu występuje 230 gatunków roślin naczyniowych, a wśród nich 21 gatunków podlegających ochronie ścisłej lub częściowej.
Wejście do rezerwatu znajduje się obok drogi powiatowej z Czułowa do Baczyna, na niewielkim skrzyżowaniu obok charakterystycznej kapliczki, po lewej stronie której wznoszą się potężne wapienne ściany. Po terenie rezerwatu poprowadzono ścieżkę dydaktyczną.

## Szlaki turystyki pieszej
– dnem doliny prowadzi czerwony szlak turystyczny do Czernichowa.
 – ścieżka edukacyjna pomiędzy skałami rezerwatu

## Galeria

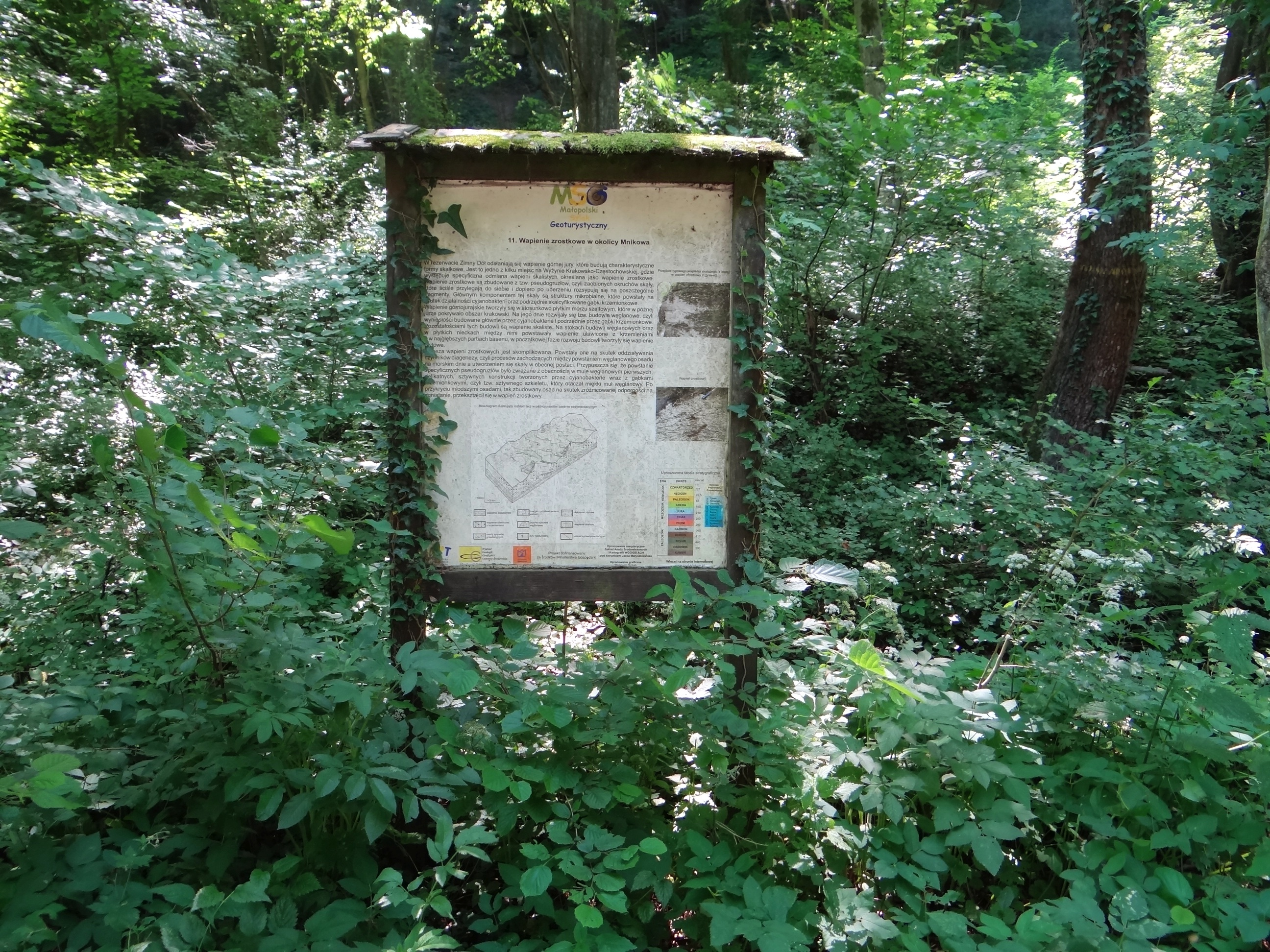
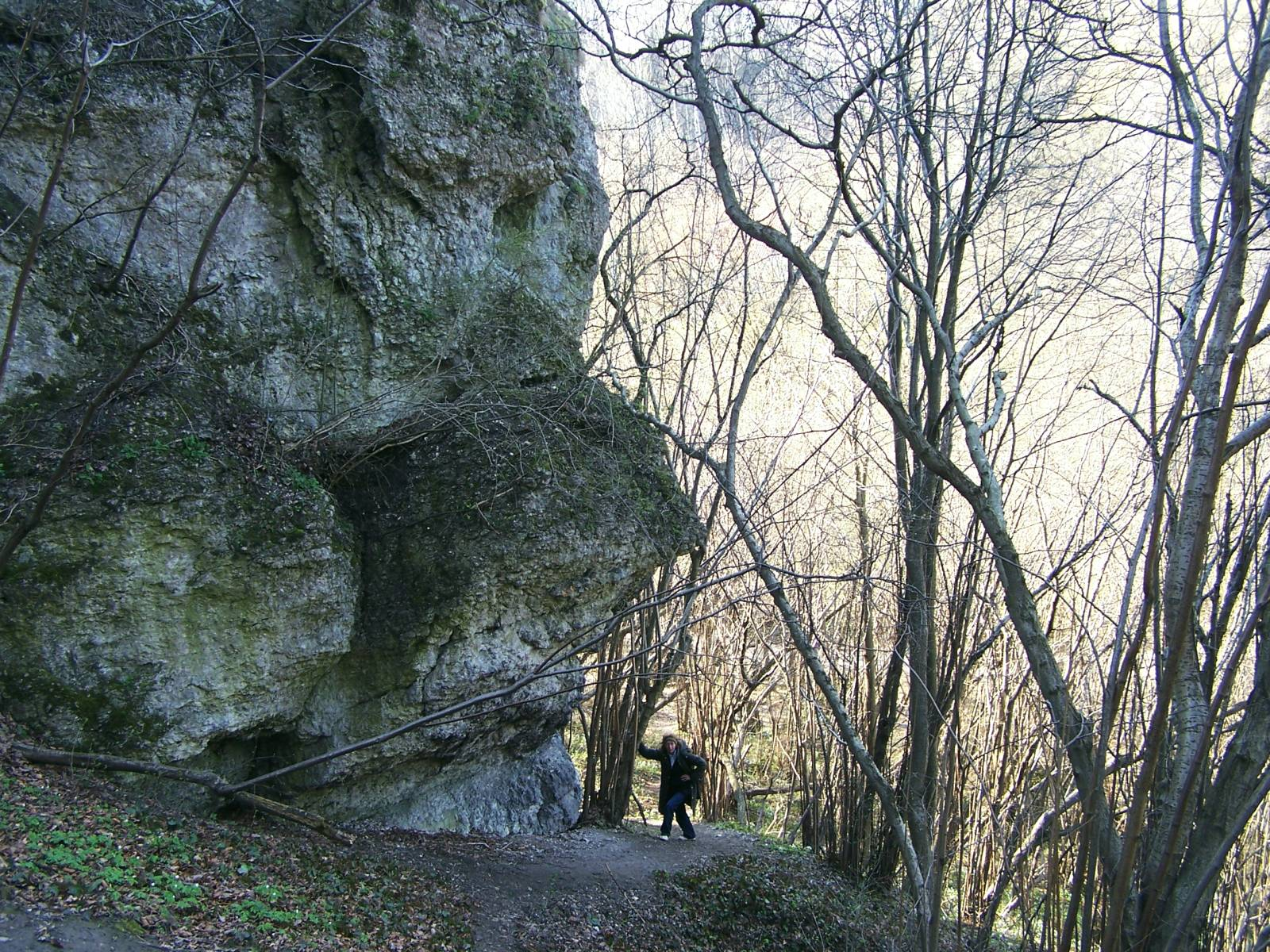
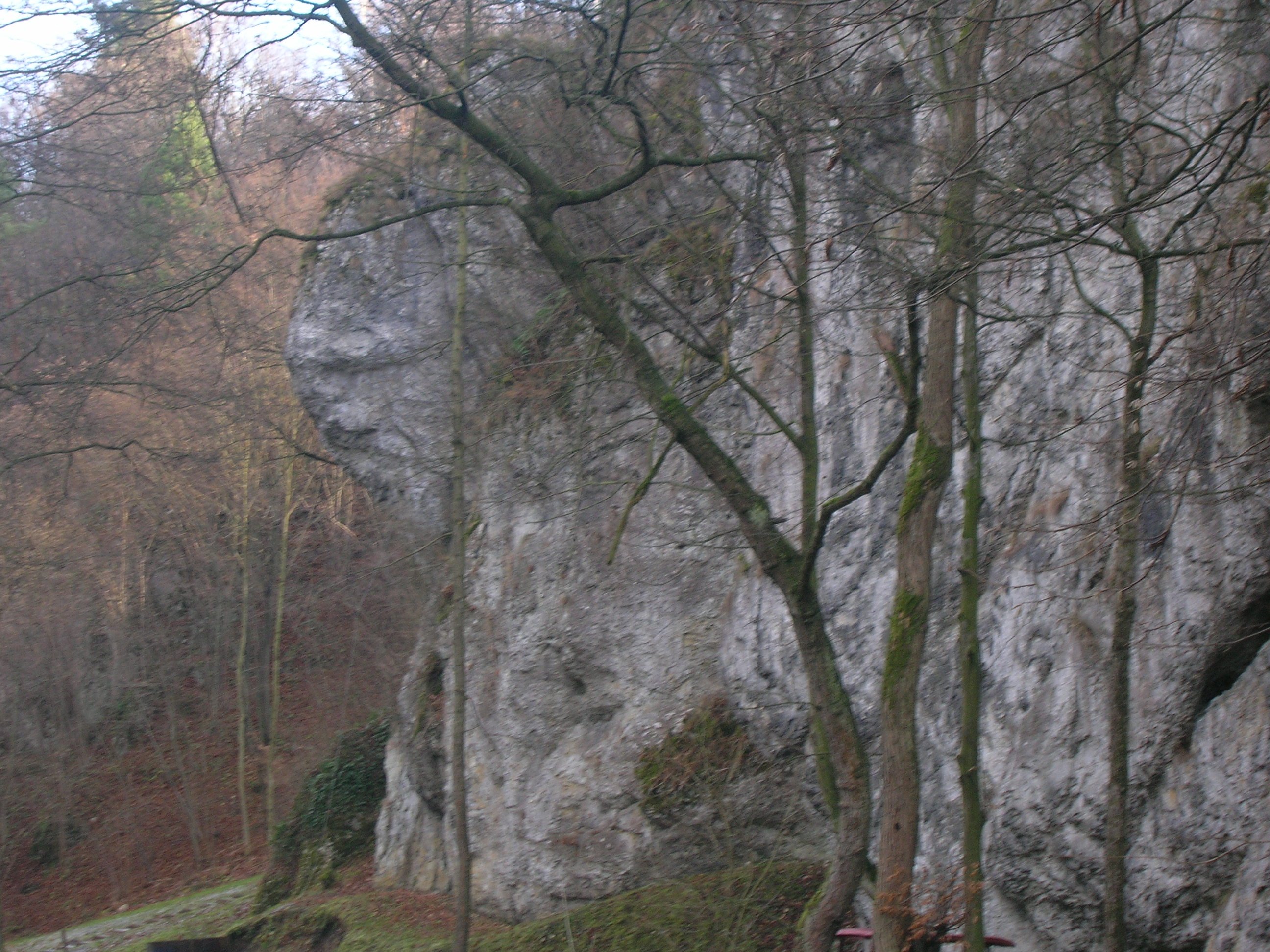
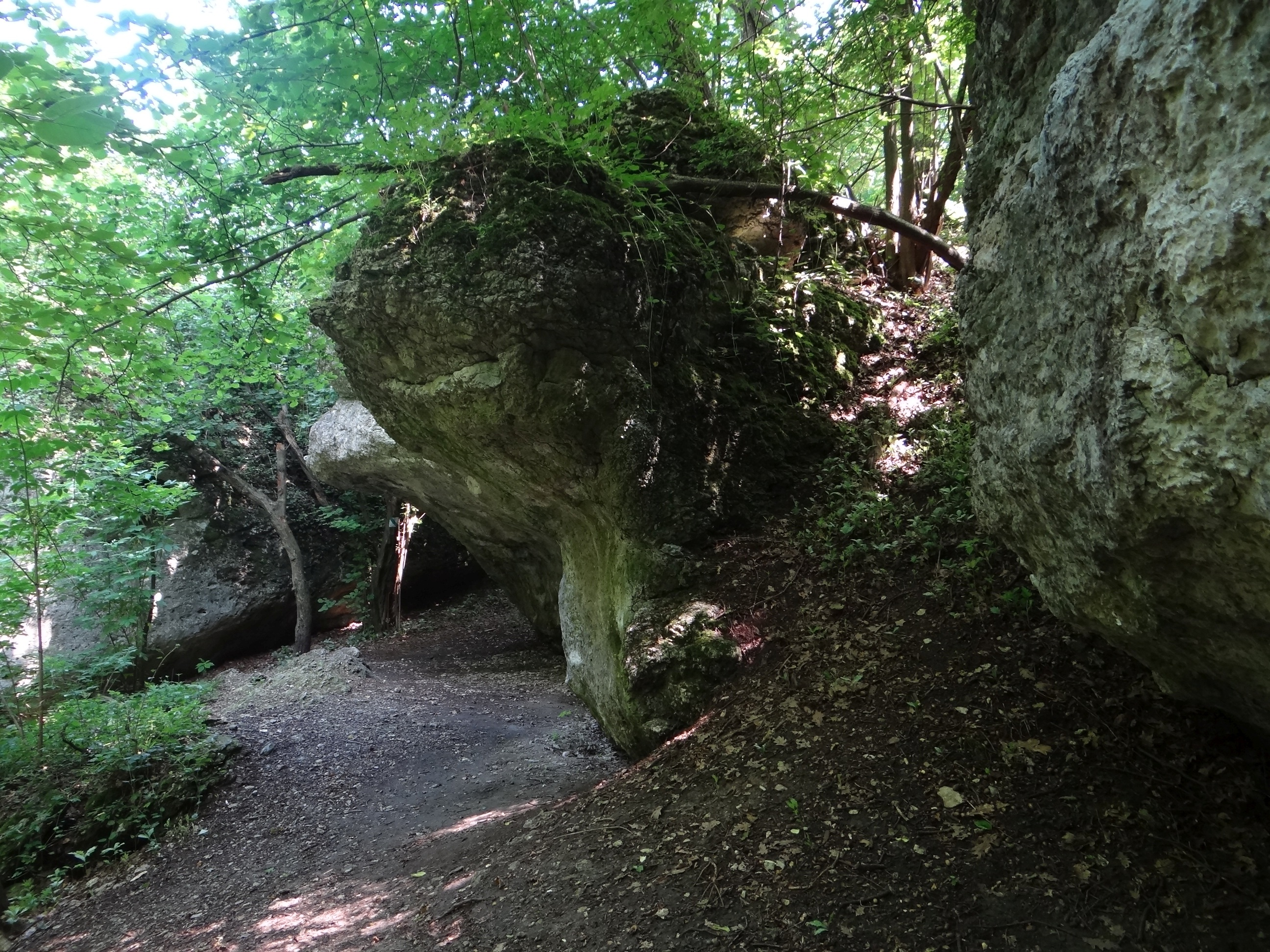
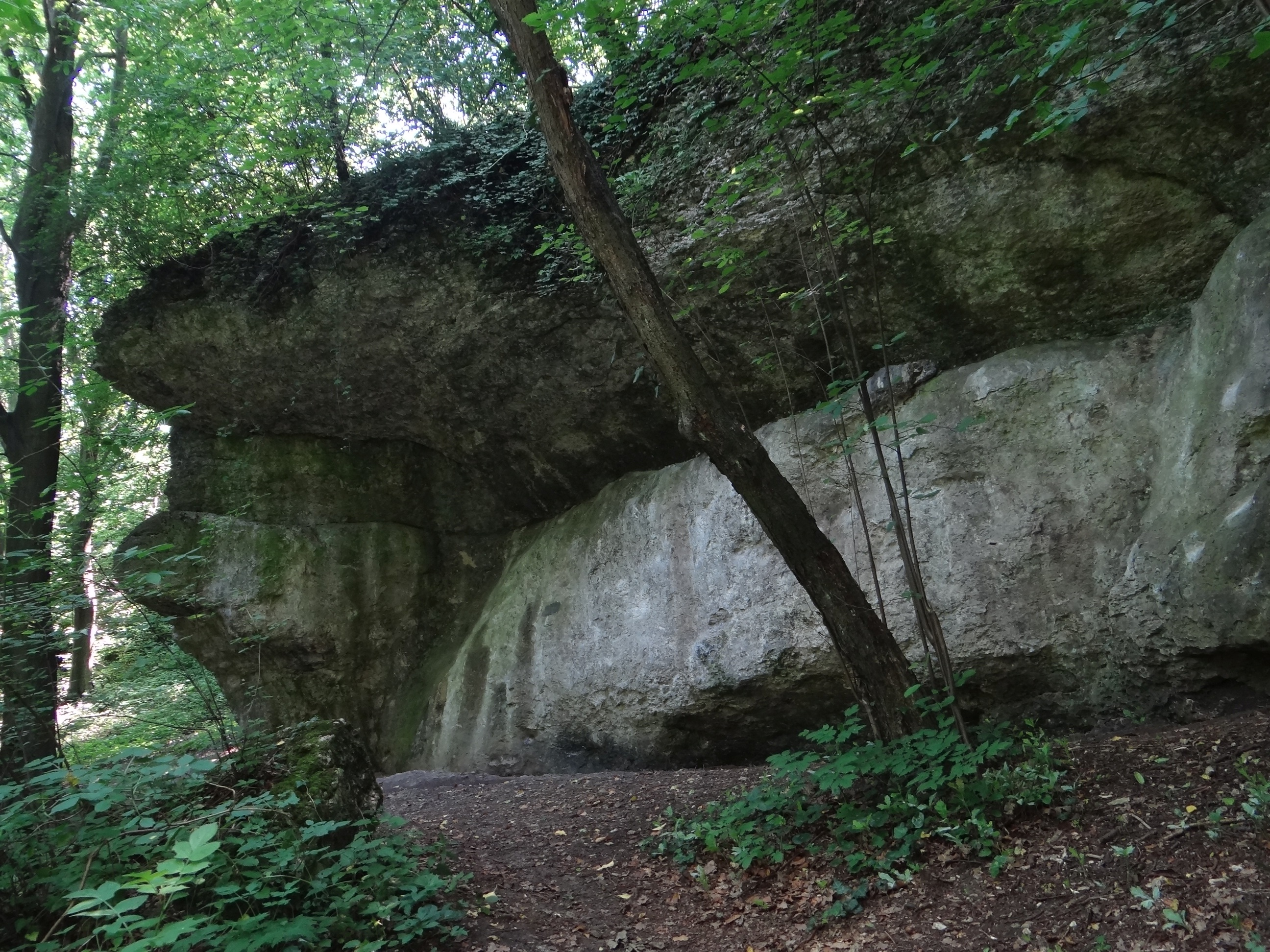